# Jiujiangbroen
Jiujiangbroen (kinesisk: 九江長江大橋) er to store broer, som krydser floden Chang Jiang i provinsen Jiujiang i Kina.
22°48′32″N 113°01′15″Ø / 22.808852°N 113.0207463°Ø